# ژرار دو ویلیه
ژرار آدام دو ویلیه (به فرانسوی: Gérard de Villiers) زاده ۸ دسامبر ۱۹۲۹ در پاریس و درگذشتهٔ ۳۱ اکتبر ۲۰۱۳ در همان شهر، نویسنده و روزنامه‌نگار فرانسوی است.

## زندگی‌نامه
ژرار دو ویلیه در ۸ دسامبر ۱۹۲۹ در شهر پاریس متولد شد. او دانش‌آموختهٔ مؤسسه مطالعات سیاسی پاریس (به فرانسوی: Institut d'études politiques de Paris) بود که معمولاً با عنوان مختصر سیانس‌پو (به فرانسوی: Sciences Po) از آن یاد می‌شود. او همچنین دوره‌های روزنامه‌نگاری را مدرسهٔ عالی روزنامه‌نگاری پاریس گذراند و با چند نشریه نظیر «فرانس دیمانش» وارد همکاری شد. از سال ۱۹۶۴ به نوشتن رمان‌های جاسوسی پرداخت و شخصیت تخیلی شاهزاده مالکو لینی (Malko Linge: / malko liŋɡə) ملقب به «S.A.S.» را آفرید. او در مجموع حدود دویست رمان با مضامین جاسوسی، پلیسی و تن کامگی نوشت. در فاصلهٔ سال‌های ۱۹۶۵ تا ۲۰۱۳، قریب ۱۵۰ میلیون از کتاب‌های او در سراسر جهان به فروش رسیده‌است. او ناشر بسیار از کتاب‌های خود بود. در ۲۰۰۹، شهوانی‌ترین صحنه‌هایی که در رمان‌هایش به تصویر کشیده بود، در یک جلد با عنوان L'anthologie érotique de SAS منتشر کرد.
ژرار دو ویلیه نویسنده‌ای راست (گرایش سیاسی)، لیبرال، و طرفدار اندیشه‌های ضد کمونیسم و ضد اسلامگرایی شناخته می‌شد. او در ۱۷ نوامبر ۱۹۸۱، به اتهام اشاعهٔ افکار نژادپرستانه بازداشت شد و پس از محاکمه به پرداخت حدود سه میلیون فرانک محکوم شد که بخش عمدهٔ آن را ناشرش متقبل شد. پس از آن کمتر نامی از این نویسنده در محافل رسمی برده می‌شد. در ۳۰ ژانویه ۲۰۱۳، یعنی فقط چند ماه پیش از مرگ او، مقاله‌ای مفصل با عنوان The Spy Novelist Who Knows Too Much در روزنامهٔ نیویورک تایمز در ستایش از او منتشر شد. در پی آن، نام او دوباره بر سر زبان‌ها افتاد. ژرار دو ویلیه در ۳۱ اکتبر ۲۰۱۳ به دلیل سرطان لوزالمعده در پاریس درگذشت و در گورستان پاسی به خاک سپرده شد.